# رافاييل فيرير
رافاييل فيرير (بالإنجليزية: Rafael Ferrer)‏ هو ممثل أمريكي، ولد في 23 مارس 1960 بلوس أنجلوس في الولايات المتحدة. من الجوائز التي نالها زمالة غوغنهايم.

## أعمال

### أفلام
- (2015) محتجز

## جوائز
- زمالة غوغنهايم

## وصلات خارجية
- رافاييل فيرير على موقع IMDb (الإنجليزية)
- رافاييل فيرير على موقع قاعدة بيانات الفيلم (الإنجليزية)